# Fontaine Jean-Baptiste de La Salle
La fontaine Jean-Baptiste de La Salle est un monument construit en 1875 par le sculpteur Alexandre Falguière et de l'architecte Édouard Deperthes. Située à Rouen, place Saint-Clément, elle est dédiée à Jean-Baptiste de La Salle, fondateur des Frères des écoles chrétiennes, mort au manoir de Saint-Yon, tout proche, en 1719.
Elle fait l’objet d’une inscription au titre des monuments historiques depuis le 29 juillet 1991.

## Historique
Vers 1832, l'académicien Joseph Droz écrivait, évoquant Jean-Baptiste de La Salle : « La gratitude nationale devrait lui élever une statue. »
Le monument de Jean-Baptiste de La Salle, est le fruit d'un projet né en 1868 et mis en œuvre par le frère Lucard, directeur de l'École normale située au prieuré Saint-Lô. Le 28 août 1872, le conseil municipal de Rouen fut appelé à se prononcer sur le rapport d'opportunité que lui présenta une commission spécialement constituée pour examiner le projet. L'avis favorable du Conseil fut transmis par le préfet à Adolphe Thiers, Président de la République. L'autorisation fut signée à Versailles le 14 novembre, et dès lors, il fut possible, avec l'accord du frère Philippe, supérieur général de l'Institut et du cardinal de Bonnechose, de mettre sur pied un comité de souscription pour l'érection d'un monument. 
Les accords des autorités religieuses, préfectorales, académiques et municipales obtenus, un concours est organisé. Le jury retient le projet de messieurs Falguière et Deperthes . Le conseil municipal assigne la place Saint-Sever comme convenant le mieux au monument. Les frais sont largement couverts par souscription : le conseil général de Seine-Inférieure et le conseil municipal de Rouen votèrent des subsides. Il en fut de même des villes d'Elbeuf, de Bayonne, de Nîmes, de Rodez. Des souscriptions nombreuses vinrent de Marseille, d'Alger et aussi de Londres, de New York, de Saint-Louis, de Philadelphie, de Québec, de Montréal. Le reliquat est versé à la Ville de Rouen, à qui le Comité remet la statue.
Le 2 mai 1875, inscriptions et bas-reliefs furent encastrés dans le socle. La statue coulée le 24 avril, prit place sur son piédestal le 27 mai.
L'inauguration eut lieu le 2 juin. Charles Gounod compose pour la circonstance une cantate ; une autre est l'œuvre de l'abbé Loth, sur une musique de Charles Vervoitte, maître de chapelle et organiste de l’église Saint-Roch. L’évènement inspire une poésie à l'académicien Henri de Bornier : Le Dialogue des statues de Rouen, dans laquelle Boieldieu, Corneille, Jeanne d'Arc et Napoléon s'interrogent sur l'identité de Jean-Baptiste de La Salle et ses mérites.
En 1888,, la fontaine est déplacée place Saint-Clément, proche de l'ancien manoir de Saint-Yon, près de l'église Saint-Clément inaugurée en 1872.
Une copie de la statue est érigée en 1888 dans la cour de l'école de Mende.
Pendant la Seconde Guerre mondiale, la pénurie de métaux chez l'occupant déclenche la mobilisation des métaux non ferreux, dont d'innombrables cloches et monuments font les frais. À Rouen, l'ordre est donné de déboulonner la statue de Falguière pour l'envoyer à la fonte. Plusieurs entreprises s'étaient récusées. Des ordres sont donnés à un petit entrepreneur qui est forcé d'accepter et dresse les échafaudages autour de la statue. À ce moment, intervint Georges Lanfry, président de la Fédération française du bâtiment, qui menace l'entrepreneur trop docile. Ce dernier, prétexte une épidémie parmi ses ouvriers pour suspendre les travaux. La Libération assure rapidement le salut du monument.
En 2021, la fontaine fait l'objet d'une rénovation.

## Description
La Salle est représenté enseignant deux écoliers : un petit, syllabaire en mains, et un adolescent avec lequel il semble dialoguer. 
Les fondations de la fontaine sont en pierre de Damparis et la pierre blanche vient de l'Échaillon (Saint-Quentin-sur-Isère). La statue du saint mesure 3,80 m ; l'enfant debout à sa gauche, 2,50 m ; celui qui lit à ses pieds, 1,40 m. Le groupe, en bronze, pèse 3 200 kilos. Hauteur totale de l'œuvre : 12,40 m. La base du piédestal a 7 m de côté ; la vasque sur laquelle il repose, 47 m de circonférence. Le socle porte : les armes de la famille de La Salle, de l'Institut des Frères, de la ville de Reims et de la ville de Rouen. Aux quatre angles du socle, debout, quatre enfants symbolisent les élèves des quatre parties du monde où s'étend, par les frères, le rayonnement de leur fondateur.
Des œuvres originales s'en inspirèrent plus ou moins fidèlement, comme celles d’Étienne Montagny de la basilique Saint-Remi à Reims, de De Beule et Daoust en Belgique, sans oublier la statue géante d'Aureli pour la basilique Saint-Pierre de Rome.
Deux inscriptions sur marbre occupent les rectangles antérieur et postérieur du monument. La première, au sud, est une dédicace au Vénérable de La Salle :

« Au Vénérable J-B de La Salle, Prêtre, Docteur en Théologie, Fondateur de l'Institut des Frères des Écoles Chrétiennes, né à Reims, MDCLI, mort à Rouen, MDCCXIX, Souscription Nationale, MDCCCLXXIV. »

L'inscription opposée rappelle les termes de la Bulle de Benoit XIII de 1725 approuvant l'Institut : 

« Le pieux serviteur de Dieu, Jean-Baptiste de La Salle, touché de compassion, en considérant les innombrables désordres qui proviennent de l'ignorance, source de tous les maux, fonda pour la gloire de Dieu, et l'avantage des pauvres, l'Institut des Frères des Écoles Chrétiennes. »

Deux bas-reliefs en bronze représentent : le Fondateur distribuant du pain aux pauvres lors de la famine de 1693 ou de 1709 (côté est) ; le roi d'Angleterre Jacques II, en exil en France, visitant, en compagnie de l'archevêque de Paris, le Pensionnat où cinquante jeunes Irlandais ont été confiés par lui à M. de La Salle (côté ouest).

## Sources
- Frère Lucard, Notice sur le vénérable de La Salle, fondateur de l'Institut des Frères des Écoles chrétiennes et sur le monument élevé en son honneur sur la place Saint-Sever, à Rouen, Rouen, Impr. de Mégard, 1875
- Joseph Chantrel, Le Monument du Vénérable Jean-Baptiste de La Salle, à Rouen (fête du 2 juin 1875), Paris, Goupy, 1875
- Petit guide du Pèlerin lasallien, Procure Générale, 78, rue de Sèvres, Paris - 7e, 26 janvier 1951, 96 p. (OCLC 24469891)
- Georges Rigault, Histoire générale de l'Institut des Frères des Écoles chrétiennes : La fin du XIXe siècle - Travaux et luttes des lasalliens en France, t. VII, Paris, Librairie Plon, mars 1949, 547 p., p. 478-479
- André Doray FEC, Le Monument de Jean-Baptiste de La Salle à Rouen, 1950
- Frère Joseph-Aurélien Cornet et Frère Émile Rousset, « Iconographie de Saint Jean-Baptiste-de-La-Salle, Des origines à la béatification 1666-1888 », Cahiers Lasalliens no 49, Paris, Éditions cahiers Lasalliens, 1989.